# Wolfgang Salzert
Wolfgang Salzert (* 17. März 1942 in Berlin) ist ein deutscher Veterinärmediziner. Von 1973 bis 2002 war er Direktor des Naturzoos in Rheine.
Salzert promovierte 1972 an der Tierärztlichen Hochschule Hannover mit einer Arbeit über Elefanten: ihre Pathologie und den Tiergärtner interessierende physiologische Daten. Während seiner Tätigkeit für die Zoos in Rheine und später Nordhorn hat sich Salzert durch innovative und naturnahe Gehegegestaltung in Fachkreisen eine hohe Reputation erworben.

## Schriften
- Six Years' Experience with Barbary Ape Park. Zoo Design 3. Proceedings of the 3rd International Symposion on Zoo Design and Construction. Whitley Wildlife Conservation Trust, Paignton 1980.
- Gedanken zur Akzeptanz und zum Schauwert von Zootierhaltungen. Jahresbericht Zoologischer Garten Rostock für das Jahr 1991, Bd. 20, 1992, Seiten 21–26.
- In eigener Sache: Bauen für Zootiere – Experten sind rar! Jahresbericht Tierpark Rheine für das Jahr 1994, 1995, Seiten 4–5.
- Attraktive Zoogestaltung – Gibt es ein Patentrezept? Beilage "Berichte aus Forschung und Wissenschaft" zum Schönbrunner Tiergarten Journal, Band 6, 1997, Nr. 4, S. I-VIII (Text online verfügbar unter www.zoolex.org).
- Geld ist nicht alles – über teures, billiges und preiswertes Bauen im Zoo. Quantum Conservation (ed.): Zoo-Zukunft 1997 – Umbau der Zoos für das 21. Jahrhundert, Schüling Münster, Seiten 38–43.
- Was wünscht sich der Zoodirektor von der Zoopädagogik? Begegnung Zoo, Sonderheft 1, 1997, Seiten 38–40.
- Was macht Tiergärten attraktiv? Ein kleines Einmaleins der Zoogehegegestaltung. Schüling, Münster 2010, ISBN 978-3-86523-166-6.